# Multilayer Insulation

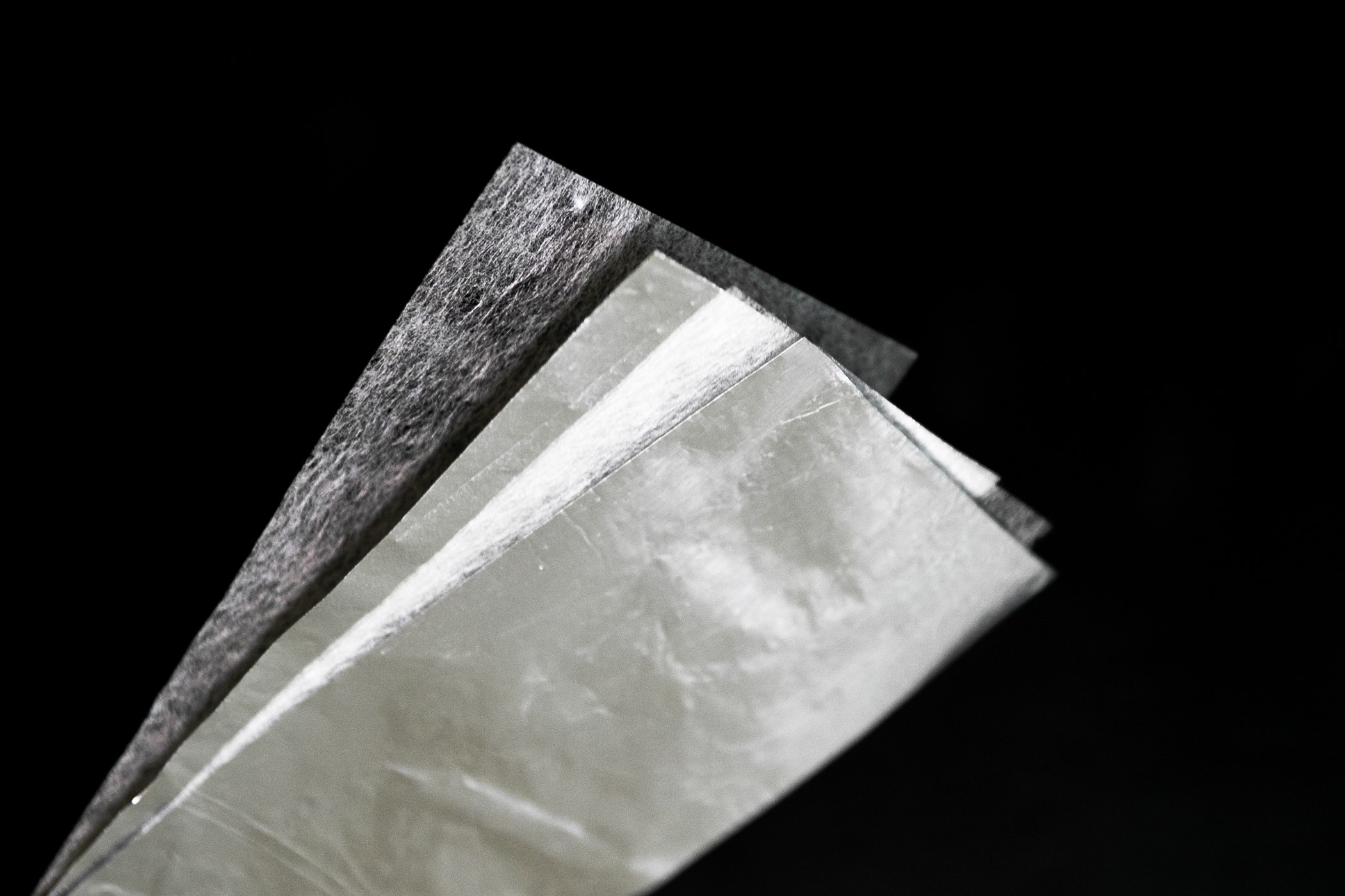
Ein MLI-Abschnitt mit 2 Schichten von Strahlungsabschirmungen und Zwischenlagen.

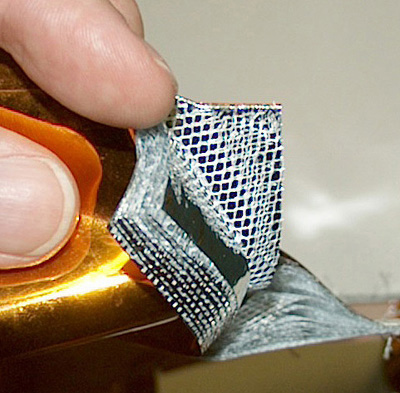
MLI-Folie mit Spacern

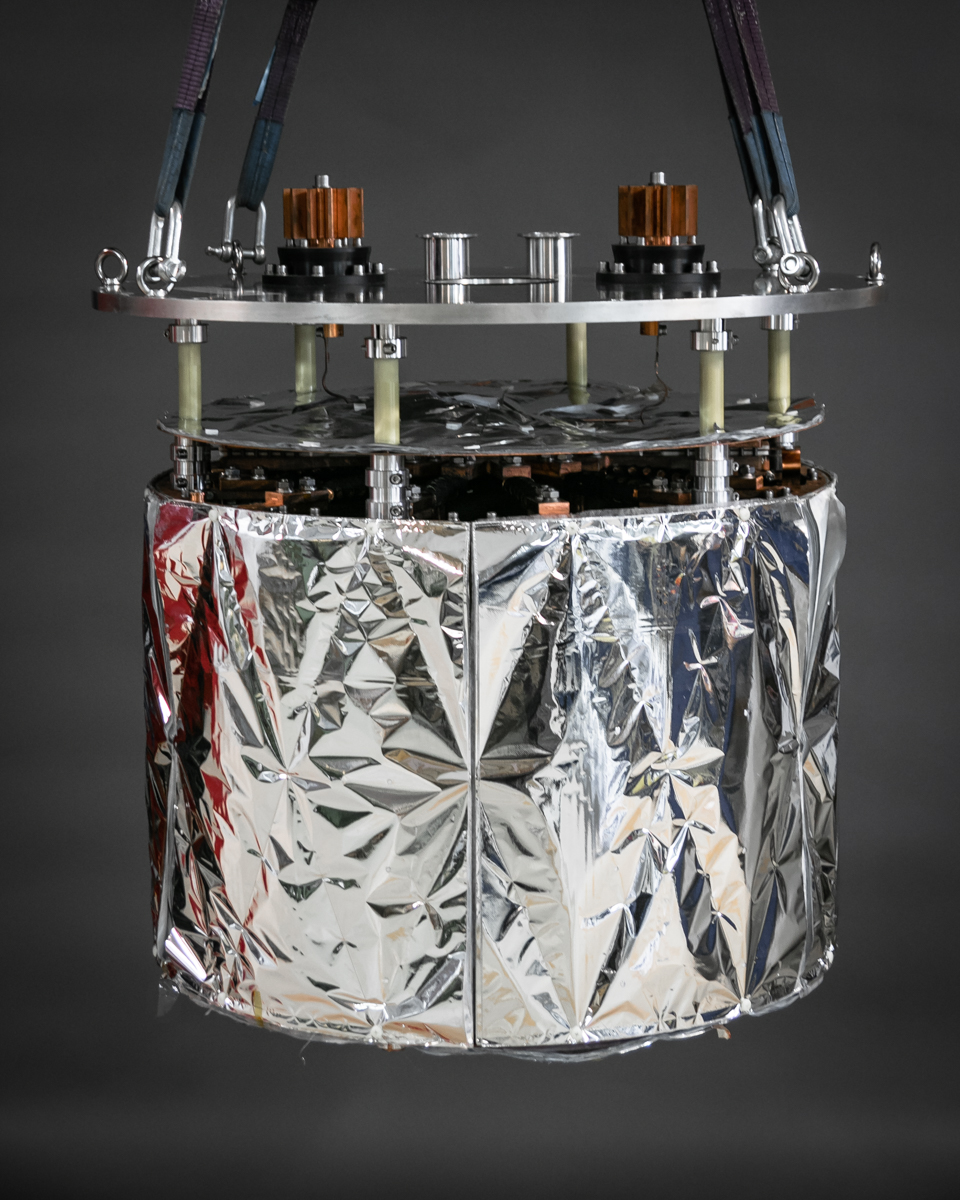
MLI-Decke auf einem supraleitenden Kurzschluss-Strombegrenzer

Multilayer Insulation (MLI), auch Superisolation genannt, ist ein Wärmedämmmaterial (engl. insulation), das ursprünglich für die Raumfahrt entwickelt wurde, heute jedoch auch für die Isolation von Kryostaten, supraleitenden Magneten und Leitungen für kryogene Flüssigkeiten oder Gase verwendet wird. Es besteht aus wenigen bis mehreren Dutzend Lagen (engl. multilayer) metallbedampfter Kunststofffolien zumeist aus Kapton oder Mylar, die durch eine geeignete Perforation oder Gaze (Spacer) auf Abstand gehalten werden.
MLI-Folien behindern den Wärmetransport durch Wärmestrahlung. Während im Weltraum aufgrund des Vakuums kein Wärmetransport durch Konvektion und Gaswärmeleitung stattfinden kann, wird bei der irdischen Anwendung die MLI nur in Verbindung mit Vakuumwärmedämmung angewendet.

## Prinzip
Ein warmer Körper gibt Wärme in Form von Wärmestrahlung an eine kältere Umgebung ab. Eine zusätzliche undurchlässige Schicht als Hindernis verringert den Wärmetransport durch Strahlung nach dem Stefan-Boltzmann-Gesetz. Dabei wärmt sie sich auf, bis im thermischen Gleichgewicht die Hälfte der Strahlung zum Körper zurückgestrahlt wird. Die andere Hälfte gibt er an die Umgebung ab. Bei n Schichten reduziert sich der Strahlungsverlust im Idealfall (ebene Geometrie und gleicher Emissionsgrad) um den Faktor 1⁄(n+1).
Bei spiegelnden Schichten bekommt man zusätzlich eine Reduktion durch den geringen Emissionsgrad. Der Faktor kommt nur einmal dazu, nicht etwa potenziert mit der Zahl der Schichten.

## Ausführung
Die MLI besteht aus mehreren Dutzend abwechselnd gefalteten Lagen von Strahlungsschirmen und Zwischenlagen. Der Strahlungsschirm besteht aus 0,006–0,012 mm dickem synthetischen Material (zum Beispiel Kapton), das mit einer Schicht aus emissionsarmem Metall überzogen ist. Das am häufigsten verwendete Metall ist Aluminium, seltener Kupfer, Gold oder Silber. Die Dicke der Metallbeschichtung beträgt <100 nm. Die Zwischenlagen der Reflexionsfolien werden aus faserigen Materialien mit geringer Wärmeleitfähigkeit hergestellt, um Wärmeleitung zu minimieren. Auch Unebenheit kann helfen, möglichst wenig Kontaktfläche zu erreichen. Die Weltraumsonde BepiColombo erforderte die Neuentwicklung einer Isolation, die 360 °C und der hohen Strahlungsbelastung an Merkur standhalten kann. Die üblicherweise sonst bei Weltraummissionen verwendeten Kunststoffe konnten nicht verwendet werden, so entwickelte man ein neues Material aus einer keramischen Faser mit Titanschichten.

## Einsatzgebiet

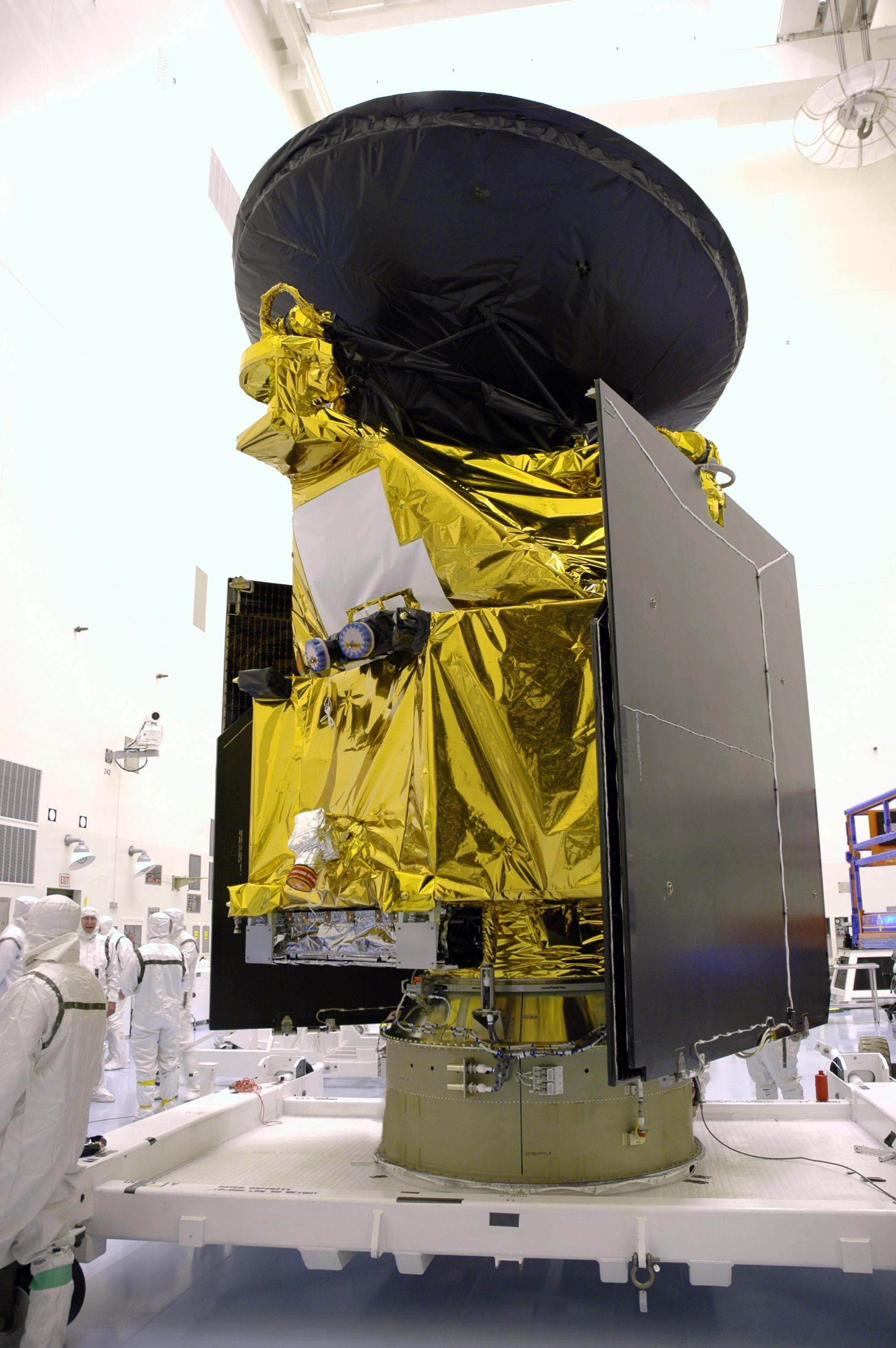
Raumsonde MRO, eingewickelt in goldglänzender MLI-Folie.

Ohne besondere Maßnahmen sind Raumflugkörper großen Temperaturgefällen ausgesetzt. Es fehlt die Atmosphäre, die durch Konvektion einen Temperaturausgleich herbeiführen könnte. Die Wärmeleitung beschränkt sich auf Körper, die fest miteinander verbunden sind. Im Vakuum des Weltraums wird Wärme fast ausschließlich über Strahlung übertragen.
Da elektronische Geräte eine Einsatztemperatur um 20 °C benötigen, wickelt man Raumflugkörper häufig in MLI-Folie ein. Sie schützt den Raumflugkörper durch Rückstrahlung vor Auskühlung und unterstützt die gleichmäßige Wärmeverteilung. Im gleichen Maße schützt sie vor einem Aufheizen durch Strahlung von außen.
Ein weiteres Anwendungsgebiet ist die Kryotechnologie. Die Niedertemperatur-Kryo-Systeme sind aufgrund der sehr hohen Temperaturunterschiede zwischen dem System und der Umgebung und der hohen Kosten für die Erzeugung von Kühlleistung bei so niedrigen Temperaturen besonders empfindlich gegenüber Wärmeeintrag aus der Umgebung. Die Anwendung von MLI zusammen mit der Vakuumisolierung ist die effektivste Methode der kryogenischen Isolierung, auch Superisolierung genannt. MLI ist die effektivste Methode der Isolierung für:
- Flüssiggastanks, z. B. für Flüssigerdgas, Flüssigstickstoff, flüssigen Wasserstoff, flüssigen Sauerstoff
- Kryostaten
- kryogene Rohrleitungen
- Kryokammern
- supraleitende Geräte

## Eigenschaften
- Die besten verfügbaren Isolierungseigenschaften. Wärmeleitfähigkeit unter Laborbedingungen bei 0,03 mW/(m·K).[2] Zum Vergleich erreicht Mineralwolle üblicherweise Werte um 30–45 mW/(m·K) – also etwa drei Größenordnungen höher.
- Geringes Dämmstoffgewicht – etwa 1,2 kg/m2[3],
- Kompaktheit der Isolierung – die Dicke einer 40-lagigen Isolierdecke beträgt etwa 20 mm[4],
- Niedriger Entgasungsfaktor im Vakuum[5].